# Girgaon, Bilgi
Girgaon là một làng thuộc tehsil Bilgi, huyện Bagalkot, bang Karnataka, Ấn Độ.